# Harpagifer permitini
Harpagifer permitini is een straalvinnige vissensoort uit de familie van ijskabeljauwen (Harpagiferidae). De wetenschappelijke naam van de soort is voor het eerst geldig gepubliceerd in 2006 door Neyelov & Prirodina.